# Perehinske
Perehinske (ukrainien : Перегінське) est une commune urbaine de l'oblast d'Ivano-Frankivsk, en Ukraine. Elle compte 12 775 habitants en 2021.